# David Ramírez Ros
David Ramírez Ros (Tortosa, 1974) és un autor de còmic català.
Es seu estil, inicialment influenciat per Tezuka i la línia clara, ha anat evolucionant al llarg de la seva carrera cap a un estil més senzill marcat per un característic to personal. El seu humor, és hereu de l'Escola Bruguera.

## Biografia

### Inicis professionals
David Ramírez es va donar a conèixer el 1995 en ser proclamat guanyador del concurs del 1er Saló del Manga de Barcelona, amb el còmic Mi pequeño Tomoka. Seguidament, l'editorial Camaleón va passar a publicar la seva òpera prima, la sèrie d'humor B3, la qual va durar 7 números al llarg de dos anys d'edició.
Va continuar la seva carrera amb encàrrecs de pàgines d'humor per diverses revistes de manga i va col·laborar també amb les sèries Dragon Fall i Fanhunter.
Entre les diverses pàgines d'humor publicades per diverses editorials, destacà la seva secció Haciendo Amigos, una sèrie d'humor àcid i corrosiu inclosa a la revista Dolmen.
La polèmica amb Antonio Martín
La sèrie Haciendo Amigos, plena de paròdies de superherois i de personatges reals del món editorial català, es caracteritzava pel seu humor negre i sovint cruel. L'any 2000 quest humor li va valer una denúncia per part de l'aleshores editor de Planeta DeAgostini Antonio Martín. El conflicte el va originar un acudit en el qual Ramírez deixava palesa la mala relació entre Cels Piñol i Antonio Martín, a partir de la paròdia d'una escena de la pel·lícula L'imperi contraataca protagonitzada per Martín (en el paper de Darth Vader) i Piñol (en el paper de Luke Skywalker). La denúnica va finalitzar amb una sentència contra l'autor, que fou condemnat amb una multa a més d'haver d'assumir les despeses del judici.
Aquest episodi va sortir de nou a la llum més de 20 anys més tard, quan Antonio Martín fou proclamat guanyador del Gran Premi del Saló Internacional del Còmic de Barcelona. El premi va tenir com a resposta la immediata aparició d'un manifest contra Ficomic. Els sotasignants exigien la retirada del premi a Martín, no només pel fet de no ser un autor de còmic sinó també per haver denunciat a Ramírez durant la seva etapa a Planeta DeAgostini. Es va generar així un gran enrenou, ja que finalment el manifest fou signat per més de 300 autors, amb grans noms com els Premi Nacional del Còmic Paco Roca o Santiago García, i autors premiats en anteriors edicions del Saló com Miguel Gallardo, Laura Pérez i Vernetti, Albert Monteys, Ana Penyas, David Rubín o Manel Fontdevila.

### Maduresa
Seguint la seva tònica humorística, però ara en un registre més suau, a partir del 2000 va iniciar una longeva col·laboració amb la revista infantil ¡Dibus! (Norma Editorial), la qual va durar 15 anys, i per la qual va publicar la sèrie de còmic MiniMonsters i, posteriorment, també DinoKid.
A partir de 2001 David Ramírez va començar a col·laborar amb la revista eròtica Eros Comix, mentre seguia tirant endavant les seves sèries MiniMonstes i Dinokid, les quals Norma anava recopilant periòdicament en àlbums.
El 2005, Dolmen publicà íntegrament l'obra B3, en un volum recopilatori de més de 250 pàgines.
El 2014 inicià amb Con 2 Cojones, un webcòmic a Instagram, amb el qual interactua amb els seus lectors, fent-los partícips de moltes decisions de la trama.
El 2020 publicà la novel·la gràfica Tal Cual (Norma), sobre la seva vida quotidiana. La segona part prevista del còmic, finalment va esdevenir una crònica sobre la malaltia del seu marit, que el 2020 es va contagiar de covid-19. Amb títol ConVivienDO 19 días (Norma), el còmic tracta amb humor la problemàtica convivència amb el seu marit en temps del confinament durant la pandèmia per coronavirus.
L'Associació de Crítics i Divulgadors de Còmics (ACDCómic) va catalogar COnVIvienDo 19 días com un dels còmics imprescindibles del 2020.

## Premis i reconeixements
- 1995 - Guanyador del concurs de manga del I Saló del Manga de Barcelona.

## Obra
Còmics
| Anys      | Títol                                        | Editorial           |
| --------- | -------------------------------------------- | ------------------- |
| 1996-1998 | B3                                           | Camaleón Ediciones  |
| 1996      | Niñotaku / Otaku Files                       | Inu Ediciones       |
| 1996      | Dragon Fall GTI                              | Camaleón Ediciones  |
| 1997      | eSeDé                                        | Inu Ediciones       |
| 1998      | eSeDé GeTé                                   | Inu Ediciones       |
| 1998      | DR Files                                     | Planeta             |
| 1999      | Fanhunter Reburn                             | Planeta             |
| 2001      | Haciendo Amigos #1                           | Dolmen Editorial    |
| 2002      | Humor Amarillo                               |                     |
| 2003      | MiniMonsters: El veneno de porcelana         | Norma Editorial     |
| 2004      | Haciendo Amigos #3                           | Dolmen Editorial    |
| 2005      | B3 (integral)                                | Dolmen Editorial    |
| 2006      | MiniMonsters: El Perfeccionator              | Norma Editorial     |
| 2006      | Haciendo Amigos #5                           | Dolmen Editorial    |
| 2007      | Sexo Raro                                    | Dolmen Editorial    |
| 2007      | MiniMonsters: ¡Historias para no dormir!     | Norma Editorial     |
| 2008      | Dinokid                                      | Norma Editorial     |
| 2009      | Superro                                      | Col·lecció Movistar |
| 2012      | MiniMonsters: El Gran Partido de Calabacesto | Norma Editorial     |
| 2014      | Con 2 Cojones                                | Webcòmic            |
| 2018      | Todo MiniMonsters                            | Editorial Astronave |
| 2020      | Tal Cual                                     | Norma Editorial     |
| 2020      | COnviVIenDo 19 días                          | Norma Editorial     |

Il·lustració
| Anys      | Títol                                 | Autor         | Tipus                           | Editorial       |
| --------- | ------------------------------------- | ------------- | ------------------------------- | --------------- |
| 1998      | Como dibujar Manga                    | Estudio Fénix | Il·lustracions                  | Martínez Roca   |
| 1999      | Cómo dibujar Monstruos                | Estudio Fénix | Còmic de sis pàgines            | Martínez Roca   |
| 2001      | Curso avanzado de Manga               | Estudio Fénix | Il·lustracions                  | Martínez Roca   |
| 2005-2007 | Japonés para gente Manga (col·lecció) | María Ferrer  | Il·lustracions i tires còmiques | Norma Editorial |
| 2008      | La EsPPaña de Rajoy                   | Enric Sopena  | Il·lustracions                  | Edicions 62     |